# Snowpark
 (juin 2014).
Si vous disposez d'ouvrages ou d'articles de référence ou si vous connaissez des sites web de qualité traitant du thème abordé ici, merci de compléter l'article en donnant les références utiles à sa vérifiabilité et en les liant à la section « Notes et références ».

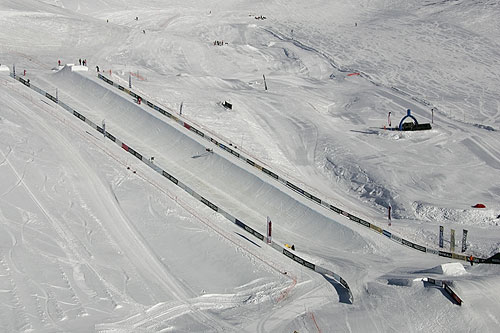
Module de Half-pipe dans un snowpark à Leysin

Un Snowpark ou parc à neige est une zone enneigée aménagée dans une station de ski pour la pratique du snowtrott, du snowboard et du ski freestyle.

## Description
Il s'agit généralement d'une piste ou d'un ensemble de pistes réservées à la pratique du ski freestyle, sur lesquelles sont disposés divers modules, naturels (neige) ou artificiels (métal). Les principaux modules sont :
- Big air : tremplin ;
- Hip : tremplin avec atterrissage perpendiculaire à l'appel ;
- Step-up : tremplin avec atterrissage plus haut que l'appel ;
- Step-down : tremplin avec atterrissage plus bas que l'appel (sorte de corniche) ;
- Quarter-pipe : tremplin avec extrémité verticale et atterrissage sur l'appel ;
- Half-pipe : demi-tube permettant l'enchaînement de sauts ;
- Barre de slide : barre métallique permettant de glisser ;
- Box : barre de slide plus large ;
- Waterslide : bassin d'eau sur lequel le rider glisse.

Pour la discipline du skicross, certains obstacles sont communs aux autres disciplines auxquels on peut rajouter des modules spécifiques dont :
- virage relevé (ou banking turn) ;
- virage négatif : virage relevé inversé, en dévers, avec franchissement d'une crête ;
- Whoop ou Roller : succession de vagues, généralement placées en début de parcours ;
- WuTang : tremplin sous la forme d'une piste d'élan concave dont l'extrémité est relativement abrupte. IL constitue le premier module du parcours ;
- Cheese Wedge ;
- Table ou Kicker : tremplin ;
- Corner : saut dans le virage ;
- Dragon Back ;
- Butter Box.

Ces modules en neige sont taillés à la pelle ou avec des dameuses par des « shapeurs ».
Dans un snowpark, il existe trois types de parcours :
- Le slopestyle : ensemble de modules de saut, de tremplins et de barres de slide ;
- Le half-pipe : « demi- tube » taillé dans la neige ;
- Le boardercross : parcours de descente pour snowboardcross et skicross agrémenté de virages relevés et de modules de saut.

## Règles de vie sur un snowpark

### Équipement
Le freestyle, considéré comme un sport extrême, nécessite le port d'accessoires de sécurité dont un casque et, si possible, une protection dorsale. Le port d'un masque de ski est préférable à celui de lunettes de soleil dont les verres pourraient se briser lors d'une chute.

### Règles particulières
Un snowpark est considéré comme étant une piste de ski classique et obéit aux mêmes règles que le ski de piste (priorité au skieur aval, maîtrise de la vitesse). Cependant, ces règles sont parfois difficiles à appliquer en raison de la configuration de la piste, la zone de réception étant parfois dissimulée par le module depuis le haut de la piste d'élan. Un ensemble de règles implicites s'est donc développé et semble aujourd'hui faire consensus dans les snowparks, :
- Effectuer un repérage du parcours avant l'utilisation ;
- Signaler lorsqu'un rider a fait une chute et neutraliser le module jusqu'à ce que la zone de réception soit évacuée ;
- Ne pas se lancer sur un module sans être sûr de soi et de sa technique (risque accru de blessure). Une hésitation se solde généralement par un gros dérapage en entrée de module, ce qui détériore considérablement les structures en neige.
- La priorité au skieur aval n'est pas toujours respectée en snowpark et les usagers doivent être vigilants en s'assurant que le site est dégagé. De même, le stationnement sur les pentes de réception est proscrit.
- Le freestyle étant une discipline spectaculaire qui attire de nombreux spectateurs, ces derniers doivent s'efforcer de se tenir en bordure de la piste d'élan et les usagers du snowpark de ne pas quitter leur ligne afin de ne pas mettre en danger les spectateurs.
- Certains snowparks disposent de plusieurs modules, pour « débutants » ou « experts », adaptés au niveau des riders. Prendre un module sans la vitesse appropriée « juste pour essayer » peut amener à de lourdes chutes. En effet, une vitesse minimale est nécessaire pour permettre de se réceptionner dans la pente : trop lentement, le rider chute lourdement sur la partie plate juste après le saut, et s'il va trop vite, il prend le risque de dépasser la zone de réception.